# 尤卡過程
尤卡過程（英語：Urca process）是中子星和白矮星透過產生及釋出中微子而被假定参与了冷卻的過程。尤卡一詞在俄羅斯南部可被解為匪徒搶劫。